# Чилдерс, Тайлер
Тайлер Чилдерс (лат. Tyler Childers; /tʃɪldərz/; р.21 июня 1991) — американский кантри-певец и автор песен. В его музыке смешаны такие жанры как неотрадиционное кантри, блюграсс и фолк. В сентябре 2018 года Чилдерс стал победителем конкурса «Начинающий артист года» на церемонии награждения 2018 Americana Music Honors & Awards
Номинант на премию Грэмми-2024 в 5 категориях, включая Лучшее сольное кантри-исполнение, Лучшая кантри-песня («In Your Love») и Лучший кантри-альбом (Rustin’ in the Rain).

## Биография
Тайлер Чилдерс родился и вырос в округе Лоренс, штат Кентукки. Его отец работал в угольной промышленности, а мать — медсестрой. Он научился петь в церкви, где пел в церковном хоре. Он начал играть на гитаре и писать песни, когда ему было около 13 лет. Он учился в средней школе округа Лоренс, пока не перевёлся в соседний Пейнтсвилл, округ Джонсон, штат Кентукки, который он окончил в 2009 году.
Чилдерс проучился семестр в Университете Западного Кентукки, а также поступил в Bluegrass Community and Technical College на несколько семестров. Он бросил колледж и некоторое время подрабатывал, занимаясь музыкальной карьерой.

## Карьера
Чилдерс начал выступать в Лексингтоне (Кентукки) и Хантингтоне (Западная Вирджиния. В 2011 году, когда ему было 19, Чилдерс выпустил свой первый альбом, Bottles And Bibles. Он также выпустил два мини-альбома (EP), записанных в 2013 году на Red Barn Radio, радиошоу из Лексингтона. Эти два EP были позже выпущены как один под названием Live on Red Barn Radio I & II после успеха его альбома Purgatory и достигли № 5 на Heatseekers Albums. Он выступал с бэк-группой под названием The Food Stamps.
Первый успех пришёл к нему с альбомом Purgatory, выпущенным 4 августа 2017 года. Альбом был спродюсирован Стёрджиллом Симпсоном и Дэвидом Фергюсоном и записан в студии The Butcher Shoppe в Нашвилле. Симпсон также сыграл на гитаре и исполнил бэк-вокал, а Майлз Миллер — на ударных, Стюарт Дункан — на скрипке и Расс Пол — на других инструментах. Альбом дебютировал на 1-м месте в чарте альбомов Billboard Heatseekers Albums, на 17 месте в чарте альбомов кантри и на 4 месте в чарте альбомов Americana/Folk.
В сентябре 2018 года Чилдерс стал победителем конкурса «Начинающий артист года» на церемонии награждения 2018 Americana Music Honors & Awards, где он выступил с речью, в которой критиковал жанровый ярлык американа, заявив, что «как человек, идентифицирующий себя как исполнитель кантри-музыки, я чувствую, что американа не является частью ничего и отвлекает от проблем, с которыми мы сталкиваемся на более широком уровне как исполнители кантри-музыки. Это похоже на чистилище».
Country Squire, второй альбом под лейблом Hickman Holler и третий альбом Чилдерса в целом, был выпущен 2 августа 2019 года. Продюсерами альбома вновь выступили Симпсон и Фергюсон. Видеоклип на лид-сингл из альбома House Fire также был выпущен 16 мая 2019 года. «All Your’n», второй сингл с альбома, был номинирован на 62-й ежегодной премии «Грэмми» как лучшее сольное исполнение в стиле кантри.

## Музыкальный стиль
На музыку Чилдерса повлиял его родной штат Кентукки и его связь с музыкой кантри и блюграсс. Он часто пишет о добыче угля, которая была профессией его отца, и её последствиях. Ребекка Бенгал, пишущая для The Guardian, описала песни Чилдерса как «контрнарратив по отношению к аутсайдерам, которые стремятся увековечить стереотипы отсталости и бедности». Чилдерс делает акцент на лирическом содержании песен, сравнивая процесс написания песен с рассказом коротких историй.
В январе 2020 года Чилдерс сохранил свою позицию в отношении музыки стиля американа в интервью World Cafe:
Все всегда говорят о состоянии кантри-музыки, осуждают коммерческое кантри и [говорят] «нужно что-то делать» и «нам нужно поднимать артистов, которые исполняют более традиционное кантри». Но тогда мы не называем этих артистов кантри-артистами, они попадают в эту американу. Это то, что есть, и я не знаю, как определить, что такое американа. Мы сами по себе, это новое время, и я не знаю, как оно называется, но я называю его кантри, понимаете? Мне кажется, во многих случаях это стало просто костюмом

## Дискография
Дискография Тайлера Чилдерса включает, в том числе, следующие релизы:
- Bottles and Bibles (2011)
- Purgatory (2017)
- Country Squire (2019)
- Long Violent History (2020)
- Can I Take My Hounds to Heaven? (2022)
- Rustin’ in the Rain (2023)

## Награды и номинации
| Награда                         | Год  | Категория                                           | Номинация/Работа                    | Результат | Ссылка        |
| ------------------------------- | ---- | --------------------------------------------------- | ----------------------------------- | --------- | ------------- |
| Americana Music Honors & Awards | 2018 | Emerging Artist of the Year                         | Tyler Childers                      | Победа    | [ 18 ]        |
| Grammy Awards                   | 2020 | Премия «Грэмми» за лучшее сольное кантри-исполнение | «All Your’n»                        | Номинация | [ 26 ]        |
| Grammy Awards                   | 2024 | Премия «Грэмми» за лучшее сольное кантри-исполнение | «In Your Love»                      | Номинация | [ 27 ] [ 28 ] |
| Grammy Awards                   | 2024 | Премия «Грэмми» за лучшую кантри-песню              | «In Your Love»                      | Номинация | [ 27 ] [ 28 ] |
| Grammy Awards                   | 2024 | Премия «Грэмми» за лучшее музыкальное видео         | «In Your Love»                      | Номинация | [ 27 ] [ 28 ] |
| Grammy Awards                   | 2024 | Премия «Грэмми» за лучший кантри-альбом             | Rustin' in the Rain                 | Номинация | [ 27 ] [ 28 ] |
| Grammy Awards                   | 2024 | Best Americana Performance                          | «Help Me Make It Through the Night» | Номинация | [ 27 ] [ 28 ] |

### Комментарии
1. ↑  Фамилия произносится Чилдерс, а не Чайлдерс,[2] и [3]